# Videografia de Selena
Selena, uma cantora mexicana-americana fez 16 vídeos musicais.

## vídeos musicais
| Year | Title                                     | Album                        | Director                                      |
| ---- | ----------------------------------------- | ---------------------------- | --------------------------------------------- |
| 1992 | "Buenos Amigos" (Duet with Álvaro Torres) | Entre A Mi Mundo             | Álvaro Torres                                 |
| 1992 | "La Caracha"                              | Entre A Mi Mundo             |                                               |
| 1993 | "No Debes Jugar"                          | Live!                        |                                               |
| 1993 | "La Llamada"                              | Live!                        |                                               |
| 1994 | "Amor Prohibido"                          | Amor Prohibido               |                                               |
| 1994 | "Bidi Bidi Bom Bom"                       | Amor Prohibido               |                                               |
| 1994 | "No Me Queda Mas"                         | Amor Prohibido               |                                               |
| 1994 | "Dondequiera Que Estes"                   | Amor Prohibido               | J.C Poter                                     |
| 1995 | "I Could Fall in Love"                    | Dreaming of You              |                                               |
| 1995 | "Dreaming of You"                         | Dreaming of You              |                                               |
| 1995 | "Tu Solo Tu"                              | Dreaming of You              |                                               |
| 1995 | "El Toro Relajo"                          | Dreaming of You              |                                               |
| 1996 | "Siempre Hace Frio"                       | Siempre Selena               |                                               |
| 1997 | "A Boy Like That"                         | Songs of The West Side Story | Kenny Ortega                                  |
| 1997 | "Viviras Selena"                          | Selena Soundtrack            | Abraham Quintanilla Jr and Brian "Red" Moore. |
| 1998 | "Missing My Baby" (Anthology Remix)       | Anthology                    |                                               |

## video / álbuns ao vivo
| Year | Title | Sales and certifications                        |
| ---- | --- | ----------------------------------------------- |
| 1993 | Live! - Released: May 4, 1993 - 1st Live album - U.S. peak position: #79                                      | - United States: 3x Platinum (1,000,000 copies) |
| 2001 | Live! The Last Concert - Released: March 27, 2001 - 2nd live CD - U.S. peak position: No. 2                   | - United States: Platinum (3,000,000 copies)    |
| 2001 | Live! The Last Concert - Release date: November 20, 2001 - 1st live DVD - U.S. peak position: No. 1 (2 weeks) | - United States: 2x Platinum (200,000 copies)   |
| 2003 | Greatest Hits - Release date: June 24, 2003 - 1st greatest hits DVD - U.S. peak position:                     | - United States:                                |
| 2005 | Selena Vive - Release date: May 10, 2005 - 3rd live CD - U.S. peak position:                                  |                                                 |
| 2005 | Selena Vive - Release date: May 10, 2005 - 3rd live DVD - U.S. peak position:                                 |                                                 |